# Gaëtan Bikindou
Gaëtan Bikindou (ur. 19 lutego 1967) – francuski judoka. Startował w Pucharze Świata w latach 1991-1993 i 1995. Mistrz Europy w drużynie w 1993. Srebrny medalista wojskowych MŚ w 1991. Mistrz Francji w 1991 roku.